# ماري لو ماكدونالد
ماري لويز ماكدونالد (بالإنجليزية: Mary Louise McDonald)‏ هي سياسية أيرلندية ولدت في يوم 1 مايو 1969 في دبلن.و هي زعيمة شين فين المعارضةحاصلة على زعامة المعارضة في أيرلندا حالياً.